# سفارة التشيك في النمسا
سفارة التشيك في النمسا هي أرفع تمثيل دبلوماسي لدولة التشيك لدى النمسا. تقع السفارة في فيينا وهي تهدف لتعزيز المصالح التشيكية في النمسا.

## وصلات خارجية
- قائمة سفارات التشيك
- قائمة السفارات في النمسا